# Gare de Hacine
La gare de Hacine, est une ancienne gare ferroviaire algérienne située dans la commune de Hacine, dans la wilaya de Mascara.

## Situation ferroviaire
Établie à une altitude de 134,860 m, la gare est située au point kilométrique (PK) 108,500 de la ligne d'Oran à Kenadsa, où elle est précédée de l'ancienne gare du Barrage de l'Oued Fergoug et suivie de l'ancienne gare d'El Guettana.

## Histoire
Lors de la colonisation, la gare portait le nom de gare de Dublineau.
La gare est mise en service le 28 septembre 1879 lors de l'ouverture de l'ancienne ligne à voie étroite de 1 055 mm d'Arzew à Saïda où elle était précédée de la gare du Barrage de l'Oued Fergoug et suivie de la gare de La Guethna (gare d'El Guettana),,.